# 54510 Yakagehonjin
54510 Yakagehonjin è un asteroide della fascia principale. Scoperto nel 2000, presenta un'orbita caratterizzata da un semiasse maggiore pari a 2,6198052 au e da un'eccentricità di 0,0464602, inclinata di 1,75493° rispetto all'eclittica.